# Miquel Duran i Tortajada
|  | Per a altres significats, vegeu «Miquel Duran». |

Miquel Duran i Tortajada, conegut com a Miquel Duran de València (València, 20 d'agost de 1883 - València, 28 de novembre de 1947), va ser un escriptor i activista cultural valencià.

## Biografia
Va ocupar diversos càrrecs en entitats de caràcter cultural. L'any 1906 va ser president de la junta directiva de la societat València Nova, el 1907 va impulsar la constitució de Joventut Regionalista Valenciana, el 1908 la de Joventut Valencianista i l'any 1910 va accedir a la secretaria del Centre Regionalista Valencià. En aquests anys va dirigir els òrgans de difusió de Joventut Regionalista Valenciana, Lo Crit de la Pàtria i del Centre Regional Valencia, Renaiximent. Entre 1913 i 1926 va col·laborar en les publicacions de Joventut Valencianista: València Nova, València i Pàtria Nova. Nacionalista valencià radical i d'esquerres, la seua postura va xocar sovint amb les concepcions més moderades del valencianisme polític de l'època.
Durant sis anys, a partir del 1910 va traslladar-se a Sabadell, on va fundar i dirigir el Diari de Sabadell. Entre 1910 i 1920 va haver d'exiliar-se a França. Tot i això, el 1914 publicà la secció en valencià Ofrenes a Las Provincias, amb el pseudònim d’Eugènic. En, tornar de l'exili, es va establir a Barcelona on va dirigir el diari La Publicitat. Entre 1922 i 1924 va realitzar diversos viatges per l'Estat Espanyol, França i Itàlia, i en tornar a Barcelona es va incorporar al diari La Veu de Catalunya, on signava com a Martí Martell. Durant tota la seua estada a Catalunya no va perdre el contacte amb València, col·laborant amb el diari Las Provincias amb cròniques sobre l'actualitat catalana. Els moviments nacionalistes catalans, més estructurats i reivindicatius, així com la situació política catalana en general, van influir en el seu pensament polític esdevenint el seu model cap on hauria d'evolucionar el moviment nacionalista valencià. Els tres primers volums de la seua obra poètica, Cordes vibrants; Himnes i poemes i Cançons valencianes es van publicar a Barcelona.
L'any 1933 va tornar a València, on va continuar les seues activitats nacionalistes, fundant la revista literària La República de les Lletres (1934). Des del seu retorn fins al final de la guerra va treballar com a funcionari de l'Arxiu Municipal de València. Durant la guerra va escriure i publicar el recull de poesia Guerra, victòria, demà (1938), un poemari que s'erigeix en cant a la resistència política i cívica enfront del feixisme. Arran de la victòria franquista, Miquel Duran va ser apartat del seu càrrec en l'Arxiu i li va ser prohibit l'exercici del periodisme, tot i que va poder evitar la presó. Va morir a València el 28 de novembre de 1947 davant la indiferència general dels mitjans i les institucions oficials, només el diari Las Provincias va donar la notícia de la seua mort a l'Almanaque de 1947, sense esmentar les seues activitats nacionalistes ni el fet que havia col·laborat amb el periòdic.
La seua obra literària es va desenvolupar fonamentalment en el camp de la poesia, molt sovint de caràcter patriòtic, tot i que també va escriure teatre, assaig i biografia, a més d'haver traduït al català les novel·les de Vicente Blasco Ibáñez pertanyents al cicle valencià Flor de Maig i La Barraca.

## Obres

### Poesia
- 1910 Cordes vibrants
- 1916 Himnes i poemes
- 1916 Cant a la unitat de la Raça (presentat als Jocs Florals de Barcelona de 1916)[3]
- 1920 Lloança del voluntari català (presentat als Jocs Florals de Barcelona de 1920)[4]
- 1920 Cançons valencianes. Del pla, de la muntanya i del mar (presentat als Jocs Florals de Barcelona de 1920)[5]
- 1929 Cançons valencianes
- 1938 Guerra, victòria, demà
- 1990 Obra poètica (IAM, 1990)
- 1994 Antologia poètica (CVC, 1994)

### Teatre
El teatre de Miquel Duran no ha estat mai publicat, per tant és difícil donar una llista exhaustiva de la seua obra teatral.
- 1928 L'amor i els lladres, Teatre Alkázar, València
- 1929 Les dones són el diable, amb Enric Duran i Tortajada
- 1930 Parents, amics i coneguts, Barcelona
- 1930 La Ràdio
- 1931 Ahí va un cassador! (sic), amb Enric Duran i Tortajada, Teatre Alkázar, València, 4 de gener
- 1932 Un home de sort, amb Enric Duran i Tortajada, Teatre Valencià, 18 de novembre
- 1934 Paraís sis, tercer pis, amb Enric Duran i Tortajada, Nostre Teatre, València, 23 de febrer

### Assaig
- 1911 De literatura valenciana
- 1915 El Centre de Cultura Valenciana
- 1934 Catalunya té raó
- 1935 Elogi del llibre
- 1935 La personalitat valenciana en el Museu d'història de la Ciutat
- 1936 Biografia de Teodor Llorente